# Аранджелово
Аранджелово (на сръбски: Аранђелово) е село в Босна и Херцеговина, разположено в община Требине, в ентитета на Република Сръбска. Населението му според преброяването през 2013 г. е 97 души, от тях: 97 (100,00 %) сърби.

## Население
Численост на населението според преброяванията през годините:
- 1961 – 129 души
- 1971 – 133 души
- 1981 – 120 души
- 1991 – 114 души
- 2013 – 97 души